# Världsmästerskapen i bordtennis 1949
Världsmästerskapen i bordtennis 1949 spelades i Stockholm under perioden 4-10 februari 1949.

## Medaljörer

### Lag
| Disciplin            | Guld                                                          | Silver                                                                                  | Brons                                                                           |
| Herrarnas lagtävling | Ungern József Kóczián Ferenc Sidó Ferenc Soos Laszlo Varkonyi | Tjeckoslovakien Ivan Andreadis Max Marinko Ladislav Štípek František Tokár Bohumil Váňa | England Viktor Barna Richard Bergmann Johnny Leach Ronald Sharman Aubrey Simons |
| Herrarnas lagtävling | Ungern József Kóczián Ferenc Sidó Ferenc Soos Laszlo Varkonyi | Tjeckoslovakien Ivan Andreadis Max Marinko Ladislav Štípek František Tokár Bohumil Váňa | USA Douglas Cartland James McClure Richard Miles Martin Reisman                 |
| Damernas lagtävling  | USA Peggy McLean Mildred Shahian Thelma Thall                 | England Lilian Barnes Joan Crosby Margaret Franks Adele Wood                            | Frankrike Huguette Beolet Jeanne Delay Yolande Vannoni                          |
| Damernas lagtävling  | USA Peggy McLean Mildred Shahian Thelma Thall                 | England Lilian Barnes Joan Crosby Margaret Franks Adele Wood                            | Ungern Gizella Farkas Rozsi Karpati Erzsebet Mezei                              |

### Individuellt
| Disciplin   | Guld                           | Silver                       | Brons                          |
| Herrsingel  | Johnny Leach                   | Bohumil Váňa                 | Ferenc Soos                    |
| Herrsingel  | Johnny Leach                   | Bohumil Váňa                 | Martin Reisman                 |
| Damsingel   | Gizella Farkas                 | Kveta Hruskova               | Gertrude Pritzi                |
| Damsingel   | Gizella Farkas                 | Kveta Hruskova               | Thelma Thall                   |
| Herrdubbel  | Ivan Andreadis František Tokár | Ladislav Štípek Bohumil Váňa | Douglas Cartland Richard Miles |
| Herrdubbel  | Ivan Andreadis František Tokár | Ladislav Štípek Bohumil Váňa | Richard Bergmann Tage Flisberg |
| Damdubbel   | Helen Elliott Gizella Farkas   | Lilian Barnes Joan Crosby    | Eliska Fürstova Ida Kotakova   |
| Damdubbel   | Helen Elliott Gizella Farkas   | Lilian Barnes Joan Crosby    | Rozsi Karpati Erzsebet Mezei   |
| Mixeddubbel | Ferenc Sidó Gizella Farkas     | Bohumil Váňa Kveta Hruskova  | Johnny Leach Margaret Franks   |
| Mixeddubbel | Ferenc Sidó Gizella Farkas     | Bohumil Váňa Kveta Hruskova  | Martin Reisman Peggy McLean    |